# Montarcher
Montarcher est une commune française située dans le département de la Loire en région Auvergne-Rhône-Alpes.

## Géographie

### Situation
Montarcher est dans le Forez, dans le sud du département de la Loire, à 48 km à l'ouest de sa préfecture Saint-Étienne — mais seulement 30 km à vol d'oiseau, principalement parce que le trajet par route exige un pont sur la Loire, qui ne se trouve qu'à Caloire au sud ou Saint-Just-sur-Loire au nord.
La commune jouxte le département du Puy-de-Dôme à l'ouest, où commence également le parc naturel régional du Livradois-Forez.

### Description
La géographie physique n'ayant guère changé depuis le XIXe siècle, nous reprenons ici une citation de 1856 par Théodore Ogier qui décrit fort bien Montarcher : « Dans la partie montagneuse du canton de Saint-Jean-Soleymieux et sur les limites de celui de Saint-Bonnet-le-Château, sur un pic élevé et abrupte [sic] dominant la vallée de l'Andrable, petite rivière qui court à la Loire au travers d'une froide contrée semée de forêt de pins, de prairies et de marécages, est placé comme un nid d'aigle le petit bourg de Montarcher. »
Le « nid d'aigle » en question culmine à 1 150 m d'altitude. Il domine la vallée de l'Andrable qui coule depuis l'ouest à presque 1 000 m d'altitude au moulin de la Guette, jusque vers le sud quand elle quitte la commune à 940 m d'altitude.

### Communes limitrophes

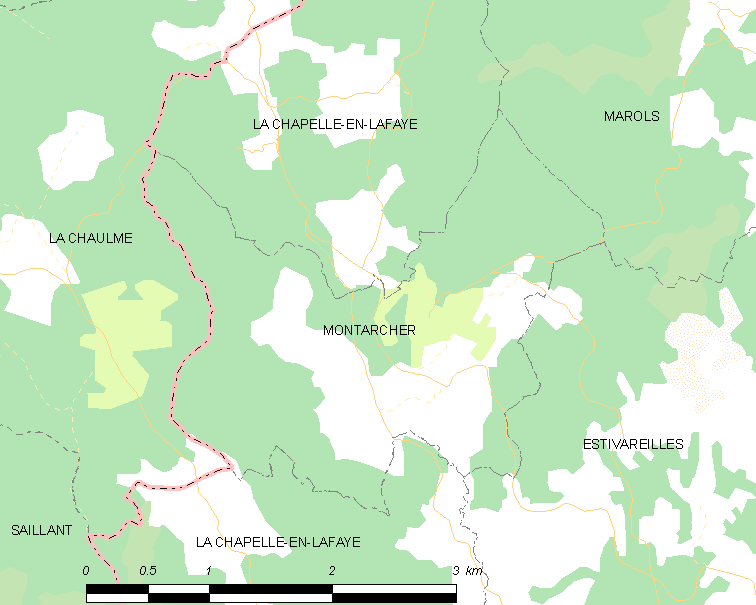
Localisation du village et des communes aux alentours.

|                          | La Chapelle-en-Lafaye |               |
| La Chaulme (Puy-de-Dôme) | Montarcher            | Estivareilles |
|                          | La Chapelle-en-Lafaye |               |

### Climat
Pour des articles plus généraux, voir Climat d'Auvergne-Rhône-Alpes et Climat de la Loire.
En 2010, le climat de la commune est de type climat des marges montargnardes, selon une étude du Centre national de la recherche scientifique s'appuyant sur une série de données couvrant la période 1971-2000. En 2020, Météo-France publie une typologie des climats de la France métropolitaine dans laquelle la commune est exposée à un climat de montagne ou de marges de montagne et est dans la région climatique Nord-est du Massif Central, caractérisée par une pluviométrie annuelle de 800 à 1 200 mm, bien répartie dans l’année.
Pour la période 1971-2000, la température annuelle moyenne est de 7,6 °C, avec une amplitude thermique annuelle de 15,4 °C. Le cumul annuel moyen de précipitations est de 967 mm, avec 9,9 jours de précipitations en janvier et 7,7 jours en juillet. Pour la période 1991-2020, la température moyenne annuelle observée sur la station météorologique de Météo-France la plus proche, « Saint-Bonnet-le-Chateau_sapc », sur la commune de Saint-Bonnet-le-Château à 7 km à vol d'oiseau, est de 10,1 °C et le cumul annuel moyen de précipitations est de 851,5 mm,. Pour l'avenir, les paramètres climatiques de la commune estimés pour 2050 selon différents scénarios d'émission de gaz à effet de serre sont consultables sur un site dédié publié par Météo-France en novembre 2022.

## Urbanisme

### Typologie
Au 1er janvier 2024, Montarcher est catégorisée commune rurale à habitat très dispersé, selon la nouvelle grille communale de densité à sept niveaux définie par l'Insee en 2022.
Elle est située hors unité urbaine. Par ailleurs la commune fait partie de l'aire d'attraction de Saint-Étienne, dont elle est une commune de la couronne,. Cette aire, qui regroupe 105 communes, est catégorisée dans les aires de 200 000 à moins de 700 000 habitants,.

### Occupation des sols
L'occupation des sols de la commune, telle qu'elle ressort de la base de données européenne d’occupation biophysique des sols Corine Land Cover (CLC), est marquée par l'importance des forêts et milieux semi-naturels (72,4 % en 2018), en augmentation par rapport à 1990 (71,5 %). La répartition détaillée en 2018 est la suivante : forêts (66,8 %), prairies (19,4 %), zones agricoles hétérogènes (8,2 %), milieux à végétation arbustive et/ou herbacée (5,7 %). L'évolution de l’occupation des sols de la commune et de ses infrastructures peut être observée sur les différentes représentations cartographiques du territoire : la carte de Cassini (XVIIIe siècle), la carte d'état-major (1820-1866) et les cartes ou photos aériennes de l'IGN pour la période actuelle (1950 à aujourd'hui).

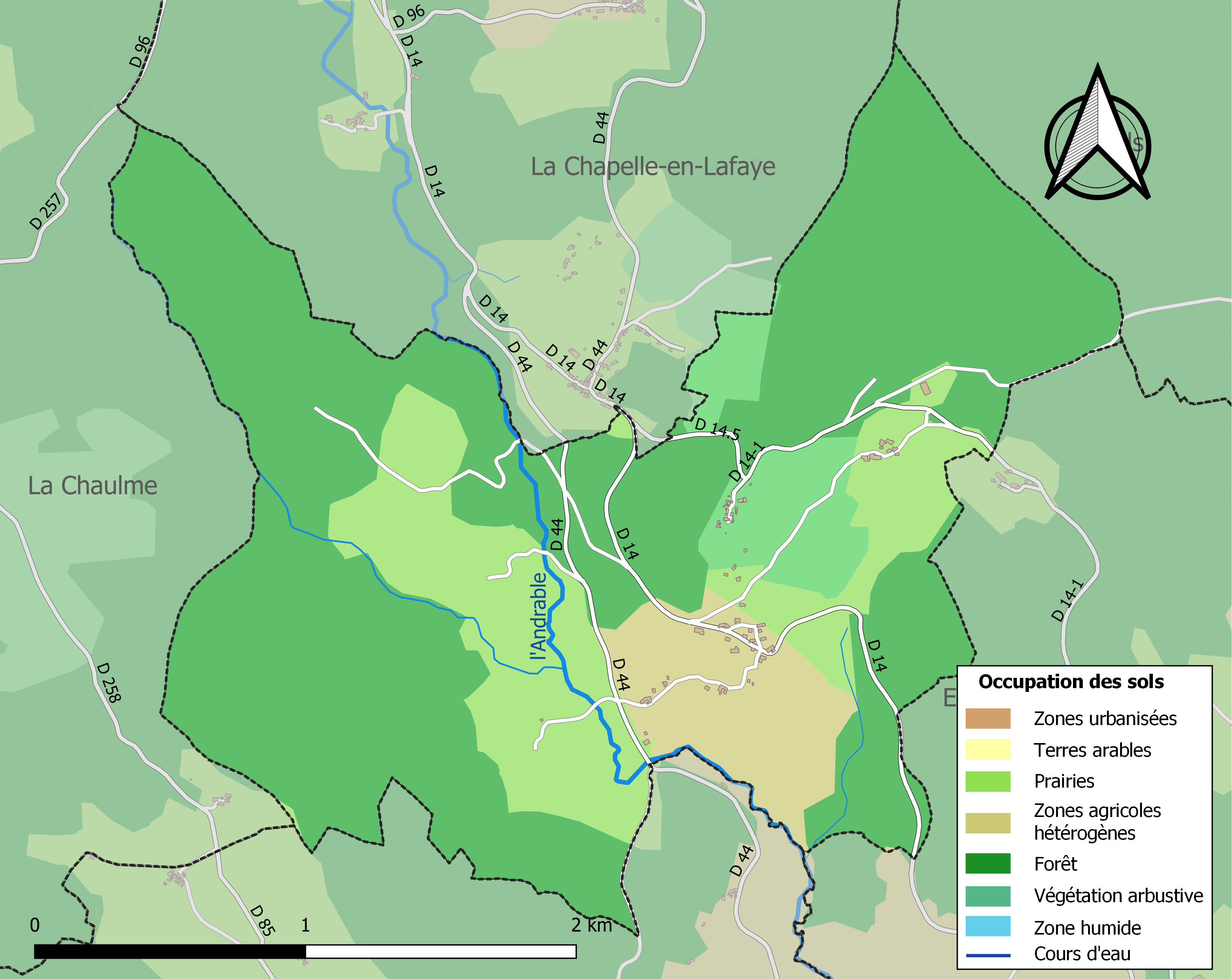
Carte des infrastructures et de l'occupation des sols de la commune en 2018 (CLC).

## Histoire
Le territoire actuel de Montarcher est touché par deux voies antiques. L'une mène de Lugdunum (Lyon) à Segodunum (Rodez), où passe la voie d'Aquitaine qui relie l'Aquitaine protohistorique et gallo-romaine (Tolosa (Toulouse)) et d'autre part à Burdigala (Bordeaux)) et à la Narbonnaise (Narbo Martius (Narbonne), capitale de la Gaule Narbonnaise). Au Moyen Âge, cette voie passant à Montarcher prend le nom de voie Bolène. Sur Montarcher, elle passe au Pied du Bon Dieu, à 1,6 km au nord-est du bourg et à cheval sur un tripoint reliant les communes de Montarcher, Marols au nord-est et Estivareilles au sud. Là elle rencontre la voie remontant de Vienne par Saint-Just-sur-Loire et se dirigeant vers l'Auvergne en suivant la crête des monts du Forez. Ensuite la voie Bolène se perd dans le bois de Bigorre à 1 135 m d'altitude et se retrouve à Égarande sur Estivareilles.
Sa situation élevée en fit d'abord un lieu de culte gaulois, puis une place forte du Forez. Le nom Montarcher viendrait de « Montis Archierri », Mont des Archers en latin.[réf. nécessaire]
En 1167, Guy II de Forez, alors en conflit avec l'archevêque de Lyon, remet à Louis VII le château de Montarcher.
Des derniers siècles du Moyen Âge, nous est parvenu un rare registre paroissial qui commence en 1469 et comprend des baptêmes, mariages, et sépultures.

## Politique et administration
| Période                                  | Période  | Identité          | Étiquette | Qualité |
| ---------------------------------------- | -------- | ----------------- | --------- | ------- |
| Les données manquantes sont à compléter. |          |                   |           |         |
| mars 2001                                |          | Marc Boudon       |           |         |
| 2014                                     | 2018     | Yves Favier       |           |         |
| 2018                                     | En cours | Bernard Coutanson |           |         |

Montarcher faisait partie de la communauté de communes du Pays de Saint-Bonnet-le-Château de 1996 à 2016 puis a intégré Loire Forez Agglomération.

## Démographie
L'évolution du nombre d'habitants est connue à travers les recensements de la population effectués dans la commune depuis 1793. Pour les communes de moins de 10 000 habitants, une enquête de recensement portant sur toute la population est réalisée tous les cinq ans, les populations de référence des années intermédiaires étant quant à elles estimées par interpolation ou extrapolation. Pour la commune, le premier recensement exhaustif entrant dans le cadre du nouveau dispositif a été réalisé en 2008.

En 2022, la commune comptait 64 habitants, en évolution de −3,03 % par rapport à 2016 (Loire : +1,32 %, France hors Mayotte : +2,11 %).
| 1793 | 1800 | 1806 | 1821 | 1831 | 1836 | 1841 | 1846 | 1851 |
| ---- | ---- | ---- | ---- | ---- | ---- | ---- | ---- | ---- |
| 300  | 244  | 342  | 379  | 372  | 382  | 346  | 391  | 399  |

| 1856 | 1861 | 1866 | 1872 | 1876 | 1881 | 1886 | 1891 | 1896 |
| ---- | ---- | ---- | ---- | ---- | ---- | ---- | ---- | ---- |
| 375  | 328  | 322  | 330  | 335  | 319  | 298  | 259  | 263  |

| 1901 | 1906 | 1911 | 1921 | 1926 | 1931 | 1936 | 1946 | 1954 |
| ---- | ---- | ---- | ---- | ---- | ---- | ---- | ---- | ---- |
| 251  | 226  | 206  | 189  | 158  | 166  | 152  | 128  | 116  |

| 1962 | 1968 | 1975 | 1982 | 1990 | 1999 | 2006 | 2008 | 2013 |
| ---- | ---- | ---- | ---- | ---- | ---- | ---- | ---- | ---- |
| 97   | 87   | 77   | 54   | 55   | 75   | 66   | 63   | 68   |

| 2018 | 2022 | - | - | - | - | - | - | - |
| ---- | ---- | - | - | - | - | - | - | - |
| 67   | 64   | - | - | - | - | - | - | - |

## Culture locale et patrimoine

### Lieux et monuments

#### Un site remarquable
Construit sur un éperon rocheux à 1 160 m d'altitude Montarcher est l'un des plus hauts villages de la Loire et une place forte du Forez. De ce fait, il bénéficie d'une vue panoramique des gorges de la Loire. Par temps clair l'horizon va du massif du Mont-Blanc jusqu'au mont Mézenc, en passant par les monts du Pilat et les monts du Vivarais.
Montarcher se trouve sur le GR3. L'église de Montarcher est une étape sur la voie de Cluny du chemin de Compostelle.

#### L'enceinte fortifiée
Montarcher avait une fonction stratégique importante car le village est situé à la croisée des territoires de Ségusiaves, des Vellaves et des Arvernes.
Le donjon du château servait de relais pour transmettre les nouvelles. Dès le XIIe siècle, le village a été entouré d'une épaisse muraille percée de deux portes. Tandis que la route le contournait par le sud. En cas de troubles ou d'épidémies les pèlerins devaient se contenter de l'oratoire aménagé dans le rempart sud.

#### Église de l'Assomption-de-la-Vierge de Montarcher
L'église paroissiale de Montarcher est une construction des XIIe, XVe et XVIe siècles, située au pied de l'ancien donjon.

#### L'ancien cimetière
Sur demande du vicaire Claude Ferrier, lorsque Montarcher devint une paroisse, à la fin du XVe siècle, un cimetière fut édifié près de l'église pour éviter les déplacements au cimetière paroissial d'Estivareilles situé à huit kilomètres de là.
On peut y voir encore une simple croix et plusieurs dalles funéraires parmi lesquelles la dalle tumulaire d'un seigneur de Montarcher de la famille des Rochebaron, importante famille du Forez.

#### La croix de Montarcher
La croix de Montarcher est construite en 1497, à l'entrée du village, à la demande du vicaire Claude Ferrier dont elle porte le monogramme. 

Les habitants avaient coutume d'accrocher une lanterne au chapiteau pour signaler un nouveau mort dans la paroisse.

### Personnalités liées à la commune
Le vicaire Claude Ferrier, grâce à qui la commune est devenue une paroisse, y a officié pendant neuf ans. Rédacteur du registre baptistaire de Montarcher en 1469, la commune lui doit l'ancien cimetière ainsi que les trois croix qui se trouvent sur la commune. Il aurait été enterré dans la chapelle latérale gauche où la tradition locale lui attribue une pierre tombale sur laquelle est gravée l'image d'un ecclésiastique revêtu de la dalmatique.

### Héraldique
| Blason de Montarcher | Blason  | Coupé: au 1er parti de deux coupé de un d'argent et d'azur, au 2e de gueules plain. |
| Blason de Montarcher | Détails | Le statut officiel du blason reste à déterminer.                                    |